# Wellington (Somerset)
Wellington é uma pequena cidade industrial na área rural de Somerset, Inglaterra, situado a 7 milhas (11 km) a sudoeste de Taunton, no bairro Taunton Deane, perto da fronteira com Devon, que percorre as Blackdown Hills ao sul da cidade. A cidade tem uma população de 14.549, que inclui os moradores da freguesia de Wellington Without, e as aldeias de Tom e Tonedale.
Conhecido como Weolingtun no período anglo-saxão, o seu nome mudou para Walintone pelo tempo de Domesday Book de 1086. Wellington se tornou uma cidade sob uma carta régia de 1215 e durante a Idade Média cresceu como um centro de comércio na estrada de Bristol a Exeter. A maior reconstrução ocorreu na sequência de um incêndio na cidade em 1731, após o que se tornou um centro para a tecelagens. Wellington deu seu nome ao primeiro Duque de Wellington, Arthur Wellesley, que é comemorado pelo Wellington Monument nas proximidades. O Grande Canal Ocidental chegou à cidade em 1835 e , em seguida, a Bristol and Exeter Railway em 1843. A própria estação ferroviária da cidade sobreviveu até 1964. Wellington estava em casa de Fox, Fowler e Companhia, que foi o último banco comercial autorizado a imprimir suas próprias notas de libras esterlinas na Inglaterra e no País de Gales. No século XX, ligações mais estreitas com Taunton significava que muitos dos moradores de Wellington comutavam para trabalho, e a M5 motorway habilitava viagens de carro a serem feitas com mais facilidade.